# Helge Nordin
Helge Nordin, född 13 april 1865 i Eskilstuna, död 27 september 1954 i Norrköping, var en svensk företagsledare.
Helge Nordin var son till fängelsedirektören Gustaf Theodor Nordin. Han visade inget intresse för bokliga studier och efter mogenhetsexamen vid Norrköpings högre allmänna läroverk 1884 placerades han som fabrikselev vid Drags aktiebolag. Han visade sig driftig och ambitiös och fabriksledningen beslutade att utbilda Nordin till mönsterskapare och betalade 1889–1890 hans studier och praktik vid Clarenbachs fabrik i Hückeswagen. Han kom även att praktisera även vid fabriker i Werdau och Luckenwalde. Vid sin återkomst 1890 började han arbeta som dessinatör vid Drags fabriker och när den tidigare beredningsmästaren samma år gick i pension efterträdde Nordin honom. Han fick 1900 möjlighet att studera metoder för tygkonditionering i Aachen. Då den tidigare fabriksdirektören Edvard Blombergh 1909 sade upp sig hade fabriksledningen svårt att hitta en efterträdare. Sedan man utlyst tjänsten visade sig Nordin vara den bäst meriterade och erhöll 1910 tjänsten. Han blev 1912 även styrelseledamot i bolaget. Sedan Axel Swartling 1918 avlidit utsågs Nordin till hans efterträdare som VD och styrelseordförande. Han köpte redan 1900 aktier i bolaget, men kom själv aldrig att äga mer än 3 % av bolaget. På 1930-talet började Norrköpings Bomullsväfveri att köpa upp aktier i Drags, och sedan de 1944 förvärvat alla aktier i bolaget valde Nordin att lämna posten som VD och styrelseordförande.
Nordin var även verksam som gymnast och simmare, och var medlem i simtruppen vid Olympiska sommarspelen 1912. Han var ledamot av styrelsen för Norrköpings gymnastikförening 1890–1899, dess ordförande 1900–1904 och instruktör vid dess senioravdelning 1909–1915 samt ledamot av styrelsen för Norrköpings simsällskap 1902–1920, kassaförvaltare där 1908–1910 och vice ordförande 1913–1918.
Nordin var från 1913 ledamot av nämnden för tygkonditionering i Norrköping, ledamot av Norrköpings Matteus församlings kyrkoråd 1918–1947, ledamot av Norrköpings fabriksförenings fraktkommitté 1920–1928, ordförande i arméns klädessakkunniga 1923, ledamot av styrelsen för John Lennings vävskola 1921–1947 och 1921–1929 dess vice ordförande och 1929–1944 dess ordförande och kassaförvaltare. Vidare var han ordförande i Norrköpings fabriksförening 1930–1944 och vice ordförande i Svenska yllefabrikantföreningen 1932–1944.